# Hornsömmern
Hornsömmern ist eine Gemeinde im Osten des Unstrut-Hainich-Kreises in Thüringen. Sie gehört zur Verwaltungsgemeinschaft Bad Tennstedt.

## Geografie
Das Dorf liegt in unmittelbarer Nachbarschaft zum südwestlich gelegenen Mittelsömmern am Südosthang einer 334 m hohen Erhebung. In der Ortslage entspringt ein kleiner Bach, der sich nach etwa 500 m mit einem Rinnsal, das aus Mittelsömmern kommt, zum Rechenbach vereint. Dieser fließt nach Kutzleben und gehört zum Einzugsgebiet der Unstrut. Wenige 100 m nördlich der Ortslage verläuft die Grenze zum Kyffhäuserkreis. Der nächste Nachbarort „jenseits der Grenze“ ist Rohnstedt. Die Umgebung des Ortes ist hügelig und wird landwirtschaftlich genutzt. Baumbestand gibt es an den Straßenrändern und in Begleitung der beiden Bäche. Der Waidmühlstein auf dem Anger und die Straßenbezeichnung Waidmühlengasse lassen die Vermutung zu, dass der Bach einst eine Mühle betrieben hat.

## Geschichte
Ein Steinkreis von sechs Metern Durchmesser wurde vor einem jungsteinzeitlichen Großsteingrab gefunden. Zudem wurden eine Steinplatte und Keramikfragmente nachgewiesen. Dieser Vorplatz des Kollektivgrabes wird als Kult- und Opferplatz gedeutet. Die Funde stammen aus der Bernburger Kultur. Aus Hornsömmern stammen reich verzierte Tontrommeln.
Hornsömmern gehörte bis 1815 zum kursächsischen Amt Langensalza und nach seiner Abtretung an Preußen von 1816 bis 1944 zum Landkreis Langensalza in der Provinz Sachsen.

## Politik

### Gemeinderat
Der Rat der Gemeinde Hornsömmern besteht aus sechs Ratsfrauen und -herren, die alle einer Freien Wählergruppe angehören. Bei der Kommunalwahl vom 26. Mai 2024 wurden fünf Männer und eine Frau gewählt. Die Wahlbeteiligung lag bei 85,1 %.

### Bürgermeister
Der ehrenamtliche Bürgermeister Heinz Schröter wurde am 5. Juni 2016 wiedergewählt. 2022 wurde er in der Stichwahl am 26. Juni mit 66,3 Prozent der gültigen Stimmen bei einer Wahlbeteiligung von 71,6 Prozent ein weiteres Mal im Amt bestätigt.

## Kultur und Sehenswürdigkeiten
- Der Dorfanger mit der Gemeindeschenke und dem Waidmühlstein.
- Die evangelische Kirche St. Maria ist im Kern eine romanische Saalkirche. Sie enthält einen geschlossenen Chor mit drei Lanzettfenstern aus der Mitte des 13. Jahrhunderts. Im Süden befindet sich ein Sakristeianbau mit Fachwerkaufsatz für den Glockenstuhl, im Norden der Anbau einer mit breitem Rundbogen zum Langhaus geöffneten Patronatsloge. Der tonnengewölbte Saal besitzt eine dreiseitige Empore und im Chor eine Sakramentsnische. Er wurde im 19. Jahrhundert romanisierend erneuert und erhielt im Jahr 1856 eine Orgel mit 12 Registern, verteilt auf 2 Manuale und Pedal, von Gottlieb Knauf.[6] In den Jahren 1992 und 1993 erfolgte eine Außenrestaurierung. Im Kanzelaltar aus dem 18. Jahrhundert sind die Figuren Moses, Johannes der Täufer und Christus ausgelagert. Die kreuzgratgewölbte Sakristei weist Reste farbiger Ornamentmalerei aus dem 16. Jahrhundert auf.[7] In zwei Fenster des turmartigen Fachwerkaufsatzes wurden im Jahr 2021 auf Wunsch der Kirchengemeinde Nistkästen für Schleiereulen und Turmfalken eingebaut, die nach ihrem Erstbezug mit Kameras nachgerüstet werden sollen.[8]

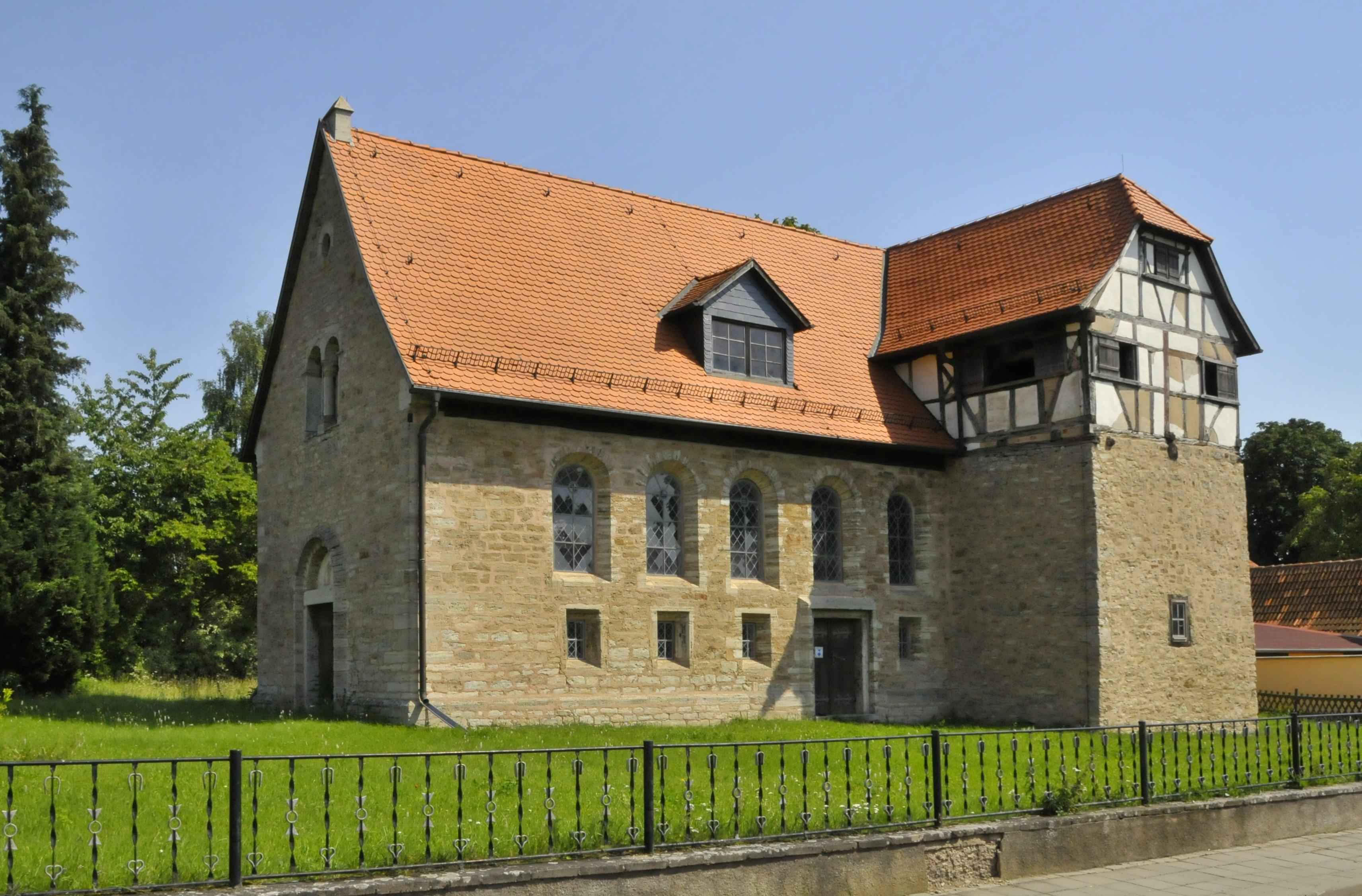
Dorfkirche St. Maria aus Südwest
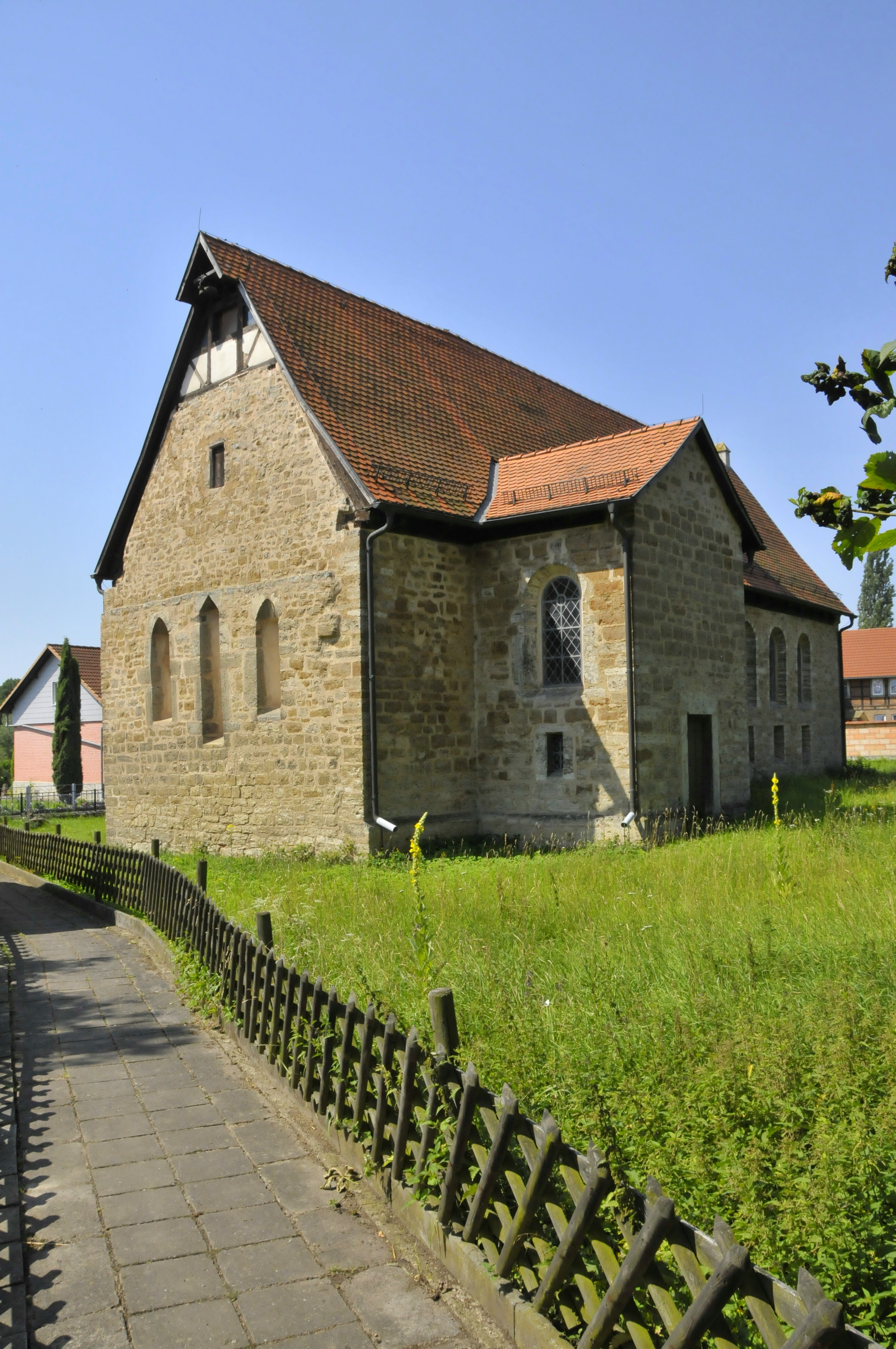
Dorfkirche St. Maria aus Nordost
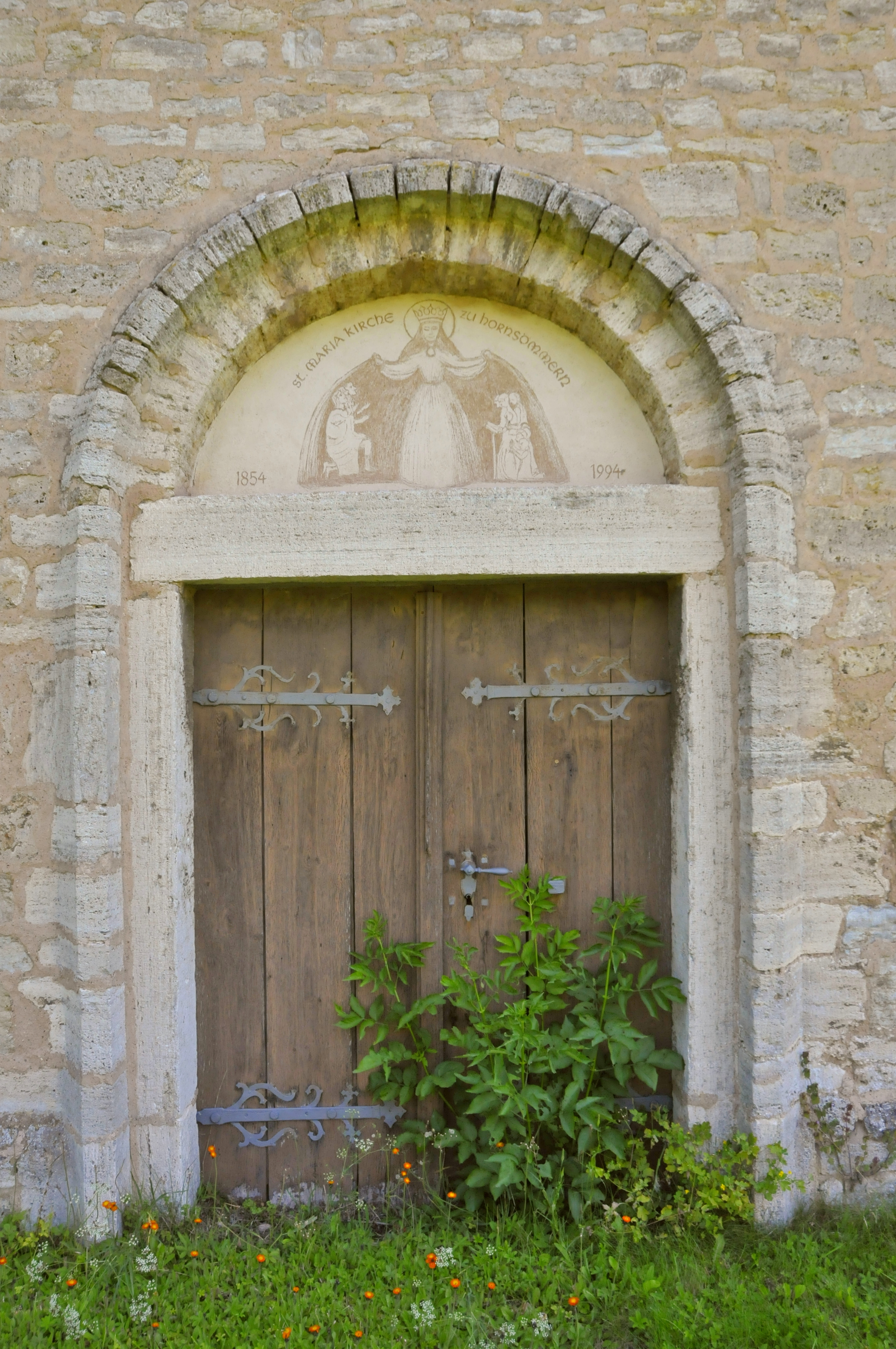
Tor der Kirche im Westen
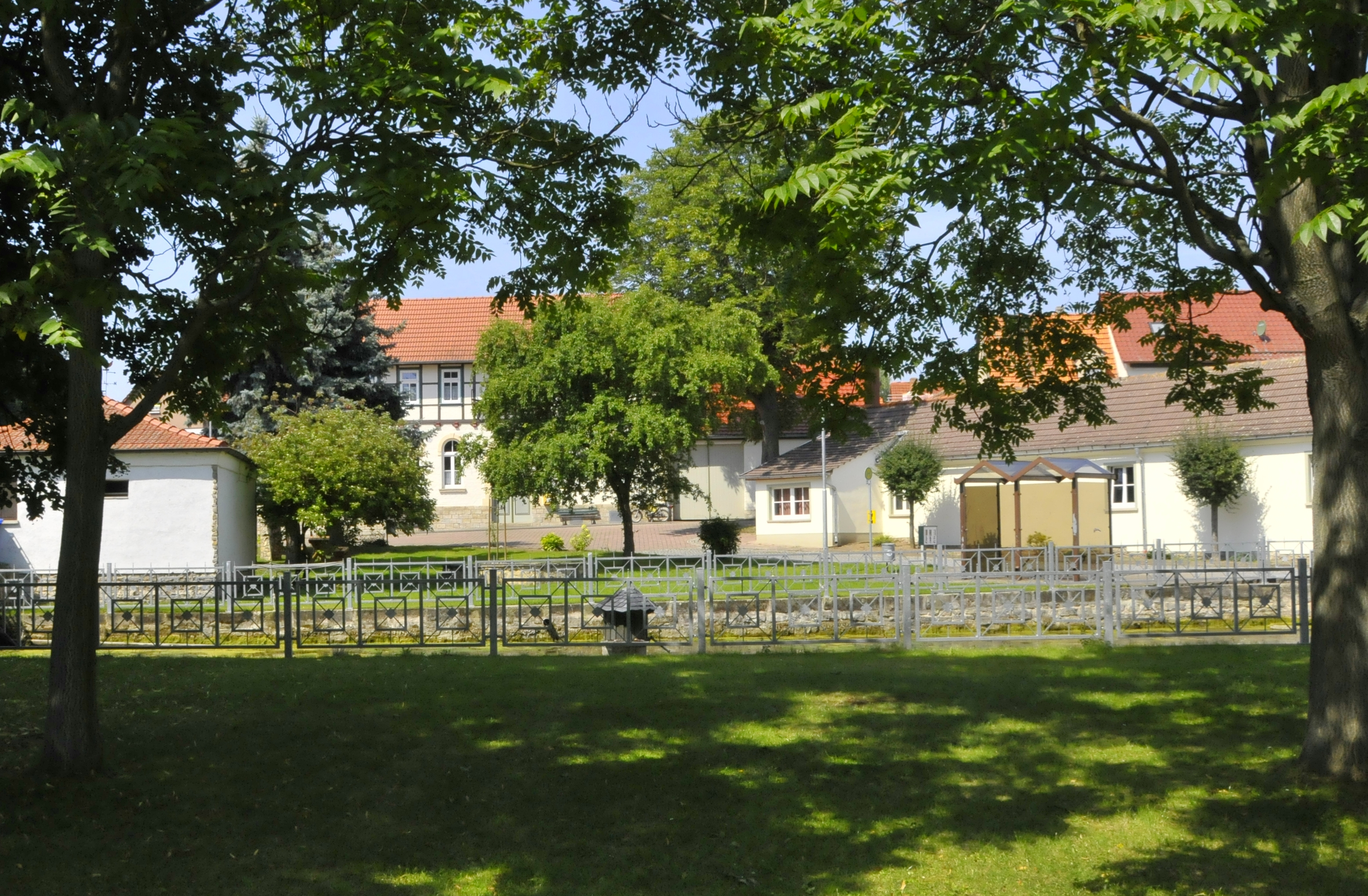
Am Anger
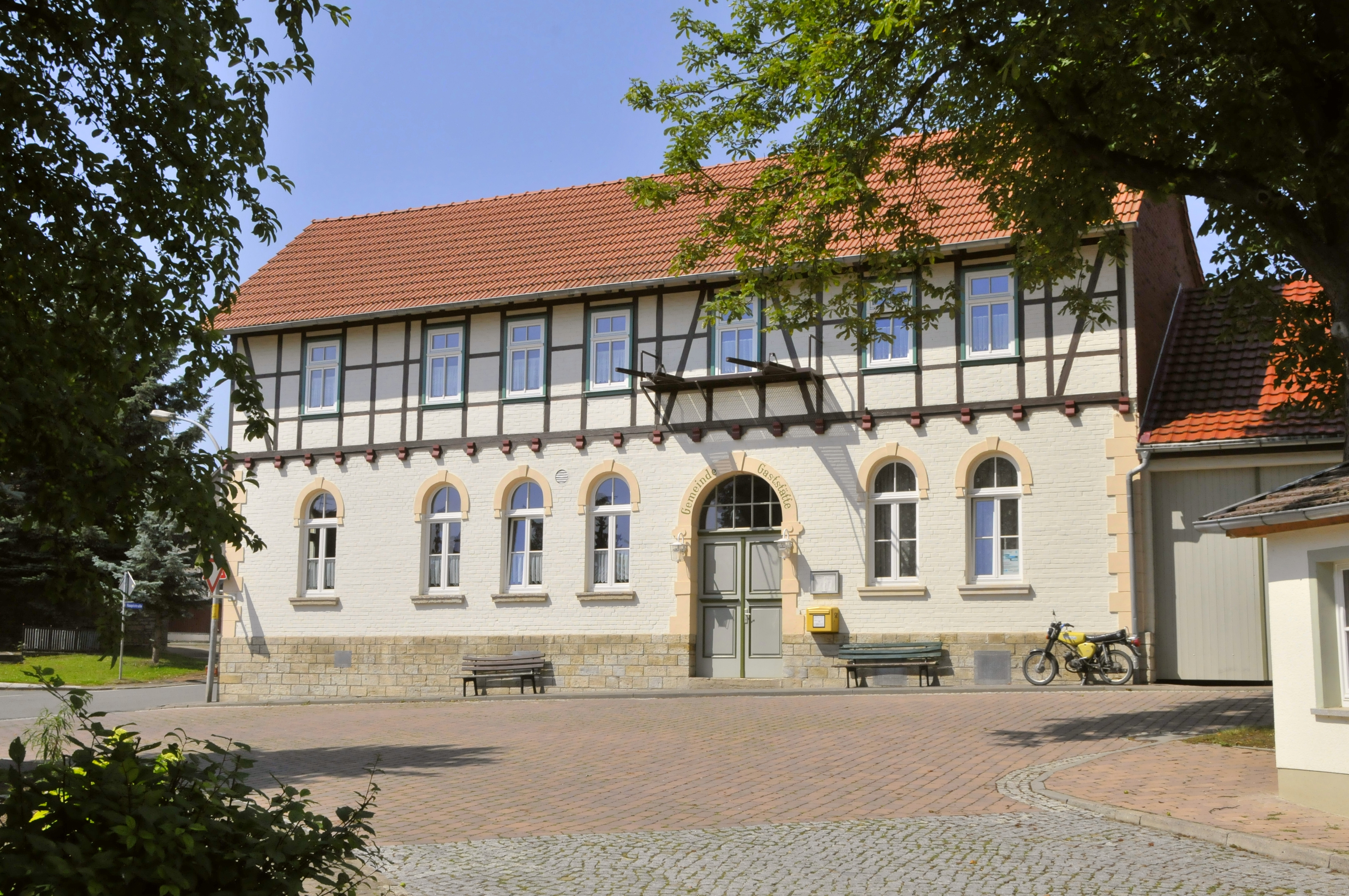
Gemeindeschenke
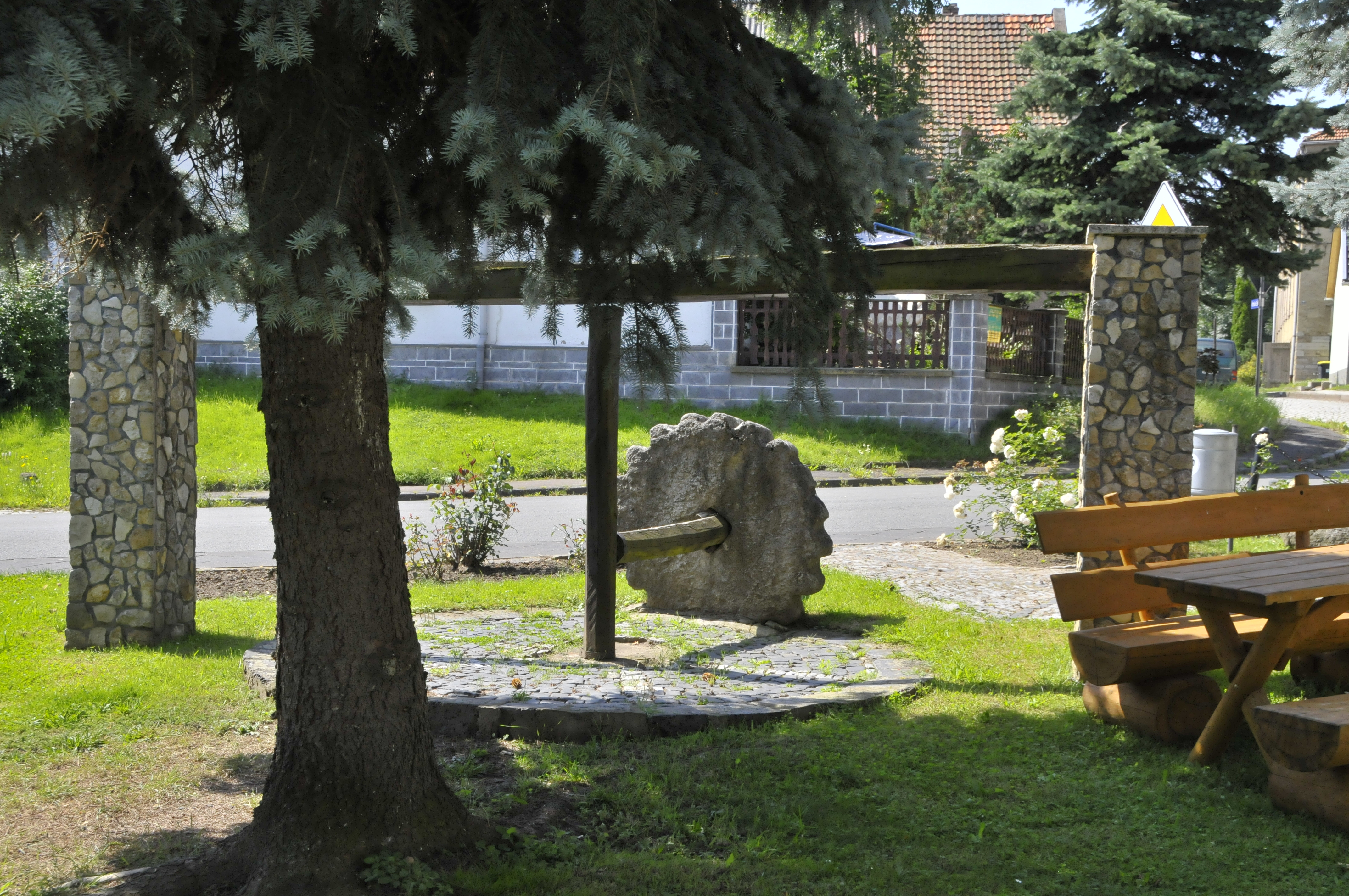
Waidmühlstein